# Ochrotrigona
Ochrotrigona là một chi bướm đêm thuộc họ Erebidae.